# پرپوتو
پرپوتو (به ایتالیایی: Prepotto) یک منطقهٔ مسکونی در ایتالیا است که در استان اودینه واقع شده‌است.

## خصوصیات
پرپوتو ۳۳٫۲ کیلومترمربع مساحت و ۸۹۴ نفر جمعیت دارد.